# Капиште
Капиште (црквенослов. капищє) је у словенској религији храм у коме су постављени кумири словенских божанстава. Реч капиште је настала од основе кап што значи идол, кумир и наставка -иште, који у словенским језицима означава место.
Тако, Хиларион (XI в.) један од оснивача манастира Печерскій у Кијеву, у својим: Разговорима о закону (вери) датом преко Мојсеја, и истини коју је на земљу донео Исус Христос иставља незнабожачку Русију хришћанској: „Ми се више не зовемо слуге идола, већ хришћани; не градимо више капишча (незнабожачке храмове)...“